# William Brennan
William John Brennan (ur. 16 lutego 1938 w Sydney, zm. 31 sierpnia 2013) – australijski duchowny rzymskokatolicki, w latach 1984-2002 biskup diecezjalny Wagga Wagga. 

## Życiorys
Święcenia kapłańskie przyjął 21 grudnia 1960. Udzielił mu ich kardynał Grégoire-Pierre XV Agagianian, ówczesny prefekt Kongregacji Rozkrzewiania Wiary. Został następnie inkardynowany do diecezji Wilcannia-Forbes. 16 stycznia 1984 papież Jan Paweł II mianował go biskupem Wagga Wagga. Sakry udzielił mu 1 marca 1984 kardynał Edward Bede Clancy, ówczesny arcybiskup metropolita Sydney. 5 lutego 2002 Brennan zrezygnował ze stanowiska i od tego czasu pozostaje biskupem seniorem diecezji. 